# Lonicera pileata
 Lonicera pileata   é uma espécie do gênero botânico Lonicera, da família das Caprifoliaceae
É uma planta nativa das regiões Sudoeste e Central da China.
É um arbusto que cresce até 1 m de altura. As folhas são pequenas, 1 a 3 cm de comprimento, brilhantes, perenes em regiões de invernos suaves. As flores são brancas, tubulares, que desenvolvem na primavera, seguidas pela formação de frutas de bagas roxas.